# Liggende ganzerik
De liggende ganzerik (Potentilla supina) is een eenjarige of een kortlevende, meerjarige, kruidachtige plant uit de rozenfamilie (Rosaceae).

## Verspreiding
De soort komt van nature voor in de gematigde en warmere gebieden van Europa en Azië. Van het westen van Frankrijk tot aan het zuidelijke Oost-Europa en van Zuid-Siberië tot China en Korea. Meer naar het noorden tot Midden-Scandinavië en meer naar het zuiden tot in Noord-Afrika, Anatolië, Irak, Iran, Armenië en in het Centraal-Aziatische gebergte komt ze spaarzaam voor.
Op de Nederlandse Rode lijst van planten staat de plant als stabiel of in aantal toegenomen en vrij zeldzaam. In Vlaanderen is ze zeer zeldzaam en in Wallonië is de plant na de jaren 1970 niet meer gevonden.

## Beschrijving
Liggende ganzerik wordt 5-45 cm hoog en heeft liggende of opstijgende, niet op de knopen wortelende, afstaand behaarde, vertakte stengels. De geveerde bladeren hebben drie tot zeven paar, 1-3 cm lange, lijnvormige tot omgekeerd eironde blaadjes met een grof gezaagde tot veervormige rand. Het topblaadje is vaak diep gespleten. De onderste twee blaadjes zijn niet op dezelfde hoogte aangehecht als de bovenste. De boven- en onderkant van de blaadjes hebben een groene kleur.
De plant bloeit met 6-10 mm brede, lichtgele bloemen van juni tot in september. De bloemsteel is 5-20 mm lang en is na de bloei naar beneden gebogen. De kroonbladeren zijn veel korter dan de 3-4 mm lange, driehoekige kelkbladeren. Tussen de kelkslippen zitten kleinere bijkelkslippen. Het schutblad lijkt sterk op een gewoon blad en bedekken de jonge bloeiwijze. De bloemen zitten in de bladoksels of in bebladerde bijschermen aan de top van de stengel.
De vrucht is botanisch gezien een schijnvrucht met daarop de dopvruchtjes (pitjes).

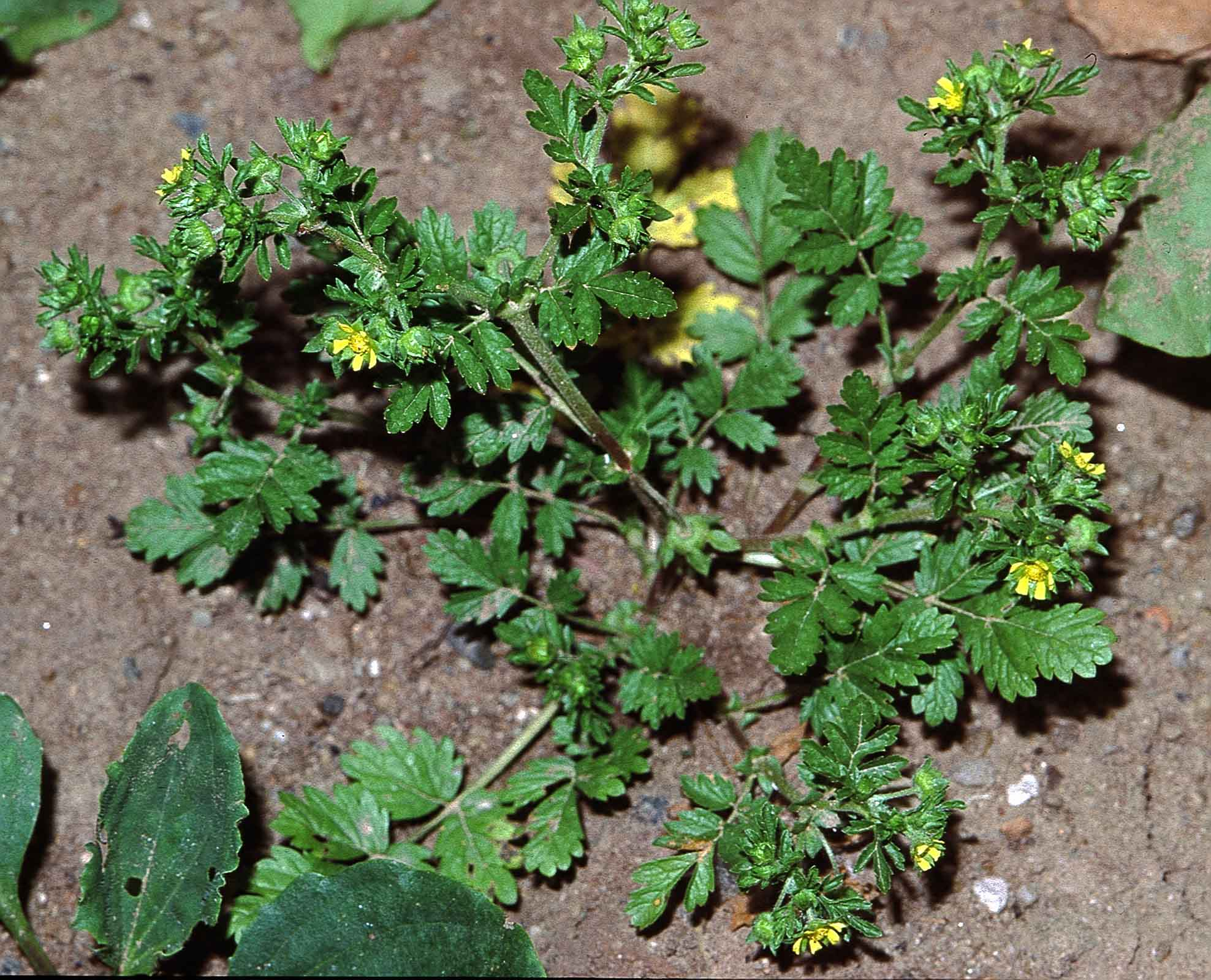
Gehele plant

## Groeiplaatsen
Liggende ganzerik groeit onder andere op natte, zomers droogvallende voedselrijke grond aan rivieroevers en open omgewerkte grond.